# Acuerdo de mercadotecnia local
En la radiodifusión de EE. UU. y Canadá, un acuerdo de mercadotecnia local (o acuerdo de gestión local, abreviado como un LMA) es un contrato en el que una empresa se compromete a operar una estación de radio o televisión de propiedad de otra parte. En esencia, se trata de una especie de contrato de arrendamiento o compra de tiempo.
Bajo las regulaciones de la Comisión Federal de Comunicaciones (FCC), un acuerdo de mercadotecnia local debe dar a la empresa que explota la estación (el "alto" socio) bajo el control de un acuerdo sobre la totalidad de las instalaciones de la estación, incluyendo las finanzas, el personal y la programación de la estación. Su licencia original (el socio "junior") sigue siendo legalmente responsable de la estación y sus operaciones, como el cumplimiento de las normas pertinentes en relación con el contenido. De vez en cuando, un "acuerdo de comercialización local" puede referirse al intercambio o contratación de solo ciertas funciones, en particular, las ventas de publicidad. Esto también puede ser denominado como un acuerdo de ventas local (LSA), el acuerdo de servicios de gestión MSA), o más comúnmente, un acuerdo conjunto de venta (ACC) o acuerdo de servicios compartidos (SSA). JSA se cuentan para límites a la propiedad para las estaciones de radio y televisión. En Canadá, los acuerdos de comercialización entre las estaciones locales domésticas requieren el consentimiento del Consejo Canadiense de Radiodifusión y Telecomunicaciones (CRTC), aunque Rogers Media ha utilizado una disposición similar para controlar una estación de radio con sede en EE. UU. en un mercado de la frontera.
El uso creciente de acuerdos de reparto de las compañías de medios de forma consolidada, duopolios "virtuales" se convirtió en polémica entre 2009 y 2014, sobre todo los mecanismos en que una empresa compra las instalaciones y los activos de una estación de televisión, pero vende la licencia a una corporación de tercera parte afiliada "cáscara", que luego entra en acuerdos con el dueño de las instalaciones para operar la estación en su nombre. Los activistas han argumentado que las emisoras estaban usando estos acuerdos como un resquicio para los reglamentos de propiedad de la FCC, que reducen el número de medios de comunicación locales en un mercado a través de la agregación o consolidación pura y simple de la programación de noticias, y permiten a los propietarios de estaciones tener una mayor influencia en el negociación de consentimiento de retransmisión con los proveedores locales de televisión por suscripción. Propietarios de estaciones han afirmado que estos acuerdos permiten operaciones más dinámicas y rentables que pueden ser beneficiosos para la continuidad del funcionamiento de las estaciones más débiles de menor calificación y/o económico, especialmente en los mercados más pequeños.
En el año 2014 bajo el presidente Tom Wheeler, la FCC comenzó a aumentar su poder de control sobre el uso de este tipo de acuerdos -en particular con las ventas de eludir sus políticas. El 31 de marzo de 2014, la comisión votó para hacer acuerdos de venta conjunta como la propiedad si el socio mayor vende el 15 % o más del tiempo de publicidad por su pareja, y para prohibir las negociaciones retransmisión de consentimiento coordinados entre dos de las cuatro primeras estaciones en un mercado. Wheeler indicó que tenía previsto abordar acuerdos de comercialización y de servicios compartidos locales en el futuro. El cambio en la postura también provocó cambios en las adquisiciones entonces propuesta por Gray Televisión y Sinclair Broadcast Group, que, en lugar de utilizar los acuerdos de reparto de controlarlos, movido sus afiliaciones de programación y de red existentes para subcanales digitales de las estaciones propiedad de la compañía existentes en el mercado, y luego cedido el control sobre ellos mediante la venta de las estaciones a las emisoras propiedad de minorías con la intención de operar de forma independiente.

## Historia y antecedentes
Debido a los límites de la FCC sobre la propiedad de la estación en el momento (lo que impidió la propiedad común de varias estaciones de radio), acuerdos de comercialización locales en la radio, en el que una estación más pequeña vendería la totalidad de su tiempo de emisión a un tercero en el tiempo-compra, eran generalizada entre los años 1970 y principios de 1990. Estas alianzas dieron las emisoras de mayor tamaño una forma de ampliar su alcance, y a las emisoras más pequeñas un medio para obtener un flujo estable de ingresos. En 1992, la FCC comenzó a permitir que las empresas de radiodifusión tuvieran múltiples estaciones de radio en un mercado único. A raíz de estos cambios, los acuerdos de comercialización locales cayeron en gran medida a favor para la radio, ya que ahora era posible para las emisoras que se limitan a comprar otra estación directamente en lugar de arrendarlo - en consecuencia provocando una ola de consolidación en masa en la industria de la radio. Sin embargo, las emisoras siguen utilizando acuerdos de comercialización locales para ayudar a las estaciones de transición adquirida a sus nuevos propietarios.
Se formó el primer acuerdo de comercialización local en la televisión de América del Norte en 1991, cuando el grupo de la difusión de Sinclair compró Fox WPGH -TV en Pittsburgh, Pensilvania. Como Sinclair era ya propietario de la estación independiente WPTT (ahora MyNetworkTV afiliado WPNT) en ese mercado, lo que habría violado las reglas de la FCC que en ese momento había prohibidas estaciones duopolias de televisión, Sinclair decidió vender la WPTT al gerente de la estación de Eddie Edwards, pero siguió operando la estación a través de un LMA (Sinclair finalmente volvió a comprar la estación- entonces asignada las letras de llamada OMPSC - de plano en 2000, después de que la Comisión Federal de Comunicaciones comenzó a permitir la propiedad común de dos estaciones de televisión en el mismo mercado, la creación de un duopolio legal).
El uso de Sinclair de los acuerdos de comercialización local podría conducir a problemas legales en 1999, cuando Glencairn, Ltd. (desde reestructurado como Cunningham Broadcasting) anunció que adquiriría Fox KOKH-TV en Oklahoma City, Oklahoma Sullivan de Radiodifusión; Glencairn posteriormente anunció planes para vender cinco de sus 11 estaciones existentes que fueron operados por Sinclair en virtud de las MLA a la empresa directamente. Como la familia del fundador Sinclair Broadcast Group Julian Smith controla el 97% de los activos bursátiles del Glencairn (que sigue siendo el caso en su estructura Cunningham) y la empresa debía ser pagado con Sinclair social a su vez por las compras, KOKH y propiedad de Sinclair afiliado BM KOCB (ahora una filial de CW) constituiría efectivamente un duopolio en violación de las normas de la FCC. La Coalición Rainbow PUSH (encabezado por Jesse Jackson) presentara un recurso contra la venta con la FCC, citando preocupaciones sobre una sola empresa la celebración de dos licencias de emisión en un mercado único y argumentó que Glencairn se hace pasar por una empresa de propiedad minoritaria separado (Edwards, quien se desempeñó como presidente de Glencairn, es afroamericano) cuando en realidad era un brazo de Sinclair que la empresa utiliza para obtener el control de las estaciones a través de las MLA. Después de que la FCC actualiza sus normas de propiedad de medios de comunicación para permitir que una sola empresa posea dos estaciones de televisión en el mismo mercado en agosto de 1999, Sinclair reestructuró el acuerdo para adquirir KOKH. En 2001, la FCC emitió una multa de $ 40.000 contra Sinclair para controlar ilegalmente Glencairn.
En 1999, la FCC modificó sus reglas de propiedad de medios de comunicación para contar las MLA formada después del 5 de noviembre de 1996, que cubre más del 15 % de la jornada de difusión hacia los límites de propiedad para el dueño de la estación de intermediación. Aun así, las ventas y servicios compartidos, estructuras relacionadas acuerdo conjunto hicieron cada vez más común durante la década de 2000; estos acuerdos de externalización proliferaron entre 2011 y 2013, cuando los propietarios de estaciones como Sinclair y el Grupo de Difusión Nexstar comenzó a ampliar su cartera mediante la adquisición de estaciones adicionales en un esfuerzo para impulsar escala, así como para ganar influencia en las negociaciones retransmisión de consentimiento con los proveedores de televisión por cable y satélite.

## Usos

### Consolidación
El uso más común de un LMA en la radiodifusión de televisión es crear un "duopolio virtual", donde las estaciones operadas bajo el acuerdo se consolidan en una sola entidad. Las operaciones de las estaciones se pueden optimizar para la rentabilidad a través de la distribución de los recursos, tales como instalaciones, venta de publicidad, de personal y de programación. Muchos organismos de radiodifusión que se dedican a la práctica creen que este tipo de acuerdos son beneficiosos para la supervivencia de las estaciones de televisión - especialmente en los mercados más pequeños, donde el alcance global de la audiencia es considerablemente menor que la de los mercados que se centran en las áreas metropolitanas densamente pobladas, y el ahorro de costes logrado a través de la consolidación de los recursos y el personal puede ser necesario para financiar el funcionamiento continuado de la emisora.
Acuerdos que comparten también pueden ser utilizados como una escapatoria para controlar las estaciones de televisión en situaciones en las que legalmente no es posible ser dueño de ellos por completo. Por ejemplo, las regulaciones de la FCC solo permiten que una sola empresa posea más de una estación de televisión de plena potencia en un mercado determinado si hay al menos ocho propietarios de estaciones distintas, y también prohíbe la propiedad de dos o más de las cuatro estaciones de mayor audiencia ( basado en las reproducciones totales día) en un mercado. Un acuerdo LMA o similar no afecta a la titularidad de la licencia de la estación, lo que significa que no requieren la aprobación de la FCC para establecer, y las dos estaciones están siendo legalmente considerado operaciones separadas desde el punto de vista de licencias. Tanto Tribune Media y la compañía Gannett se requieren para utilizar los acuerdos de servicios compartidos como un vacío similar a tomar el control de ciertas estaciones en sus respectivos 2013 las compras de la televisión local y Belo, ya que no tienen excepciones a las restricciones de propiedad cruzada de periódicos de la FCC en los mercados afectados. De ambas compañías han salido de sus brazos editoriales como compañías independientes; la empresa editorial Tribune y Gannett Company. Tegna, que tiene propiedades de radiodifusión y medios digitales de la antigua Gannett, re-adquirió las licencias para la mayoría de las estaciones afectadas a partir de la escisión.
Los organismos de radiodifusión también podrían cobrar tarifas de transporte para las estaciones que operan bajo acuerdos de participación en nombre de su propietario, a menudo la agrupación de sus acuerdos de transporte con las de las estaciones de su propiedad pura y simple. Esto podría, sobre todo en las MLA entre dos estaciones afiliadas a los "grandes" redes, permitir que el organismo de radiodifusión para cargar tarifas más altas para el consentimiento de retransmisión de los proveedores de televisión para la realización de las estaciones, lo que podría dar lugar a las compañías de cable más pequeñas no ser capaz de pagar las tarifas más altas impuesto. los proveedores de televisión por cable abogaron restricción de los acuerdos de compartición entre las estaciones de televisión por esta razón en particular. En los Estados Unidos, la FCC ya no permite a los broadcasters ponerse de acuerdo unos con otros en la negociación de los honorarios de retransmisión de consentimiento.

### Operación en nombre del propietario de un tercero
Aunque la mayoría de las MLA implican la externalización de las operaciones de un canal de televisión a otro, de vez en cuando, una empresa puede operar una estación bajo un LMA, ACC o SSA incluso si aún no posee una estación en ese mercado. Un ejemplo se produjo en diciembre de 2013, cuando la compañía de medios de Luisiana (propiedad de New Orleans Saints y dueño de los New Orleans Hornets, Tom Benson) celebró un contrato de servicios compartidos con los medios de Raycom para funcionar afiliado del zorro de la antigua empresa en Nueva Orleans, Louisiana, WVUE- DT; mientras que Louisiana Media Company retuvo la propiedad y la licencia de la estación, otros activos fueron asumidos por Raycom, que posee estaciones en mercados adyacentes a Nueva Orleans (incluyendo Baton Rouge, Jackson, Biloxi, Lake Charles y Shreveport), pero no dentro de la propia Nueva Orleans. Benson había recibido ofertas de Raycom y otros a comprar la estación, pero no estaba preparada para vender WVUE pura y simple .

### El control extranjero de los medios de difusión
Las MLA también puede permitir a las empresas controlar las estaciones de extranjeros de fuera de sus respectivos países; compañía de medios canadienses Rogers Media utiliza un acuerdo de venta conjunta para operar cabo Vincent, estación de radio de Nueva York WLYK como una estación de orientación al mercado canadiense cercana de Kingston, Ontario, donde posee CKXC-FM y CIKR-FM. Rogers tiene una participación de 47% en licenciatario de WLYK , Frontera Internacional de Radiodifusión.
Del mismo modo, Entravision Communications Corporation controla XHDTV-TV, una estación con sede en México Tijuana, propiedad de Televisora Alco, que funciona como una estación en idioma inglés con sede en el término de San Diego.

## Efectos de las MLA

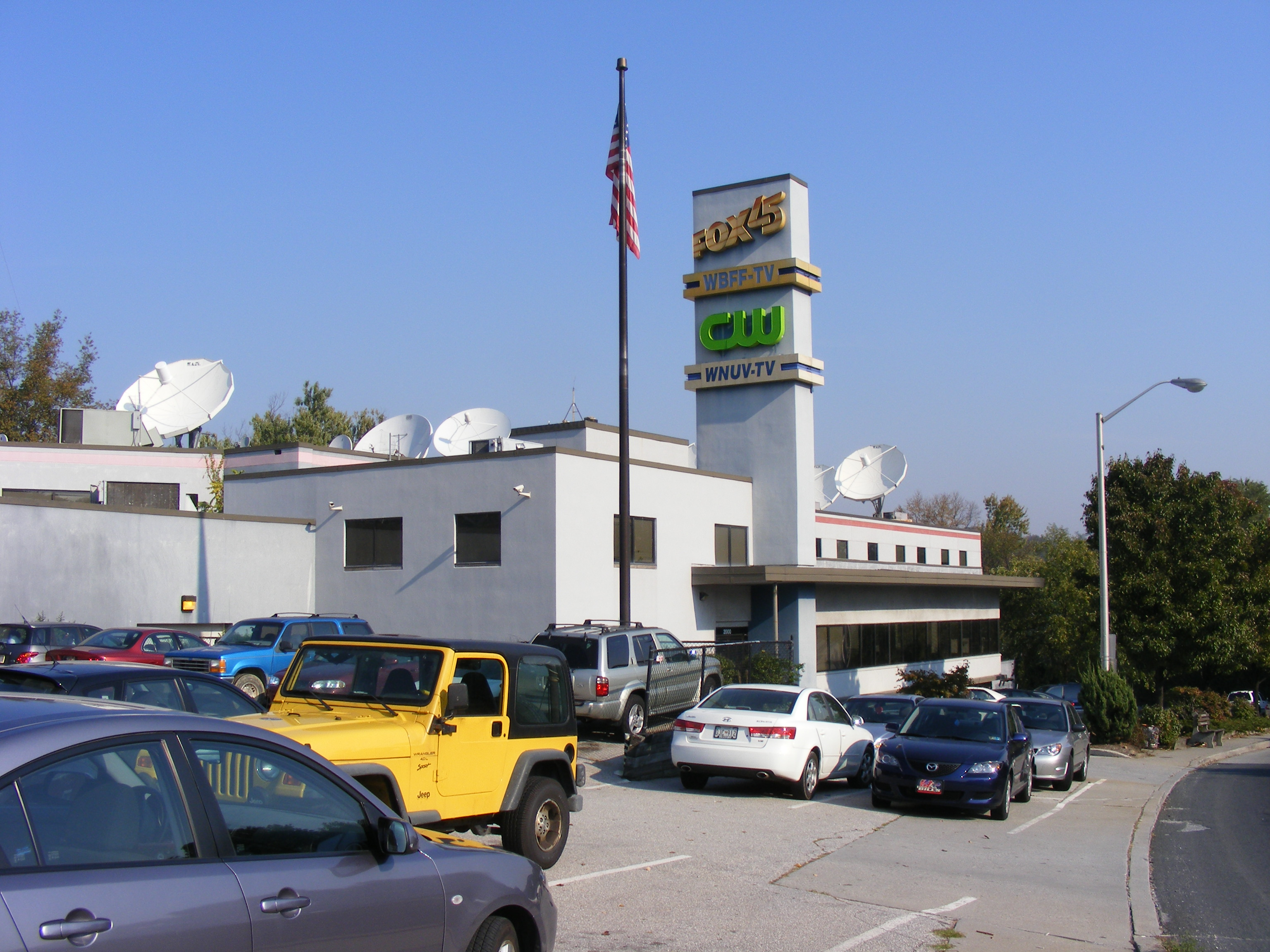
Las instalaciones del estudio compartidos por WBFF y WNUV en Baltimore; propietario WBFF Sinclair Broadcast Group opera WNUV, que es propiedad de Radiodifusión Cunningham.

Organizaciones de interés público han desaprobado el uso de mascarillas laríngeas para duopolios virtuales que eluden las normas de la FCC debido a sus efectos sobre la industria de la radiodifusión, en particular los resultados de la consolidación a través del uso irregular de las MLA. En los mercados en donde los duopolios no son legalmente posibles, una empresa puede elegir formar una por la compra de activos "no certificados" de una estación (tales como sus instalaciones físicas, los derechos de programación, y otra propiedad intelectual), y la venta de la propia licencia a un tercer-partido empresa "sidecar" (que a menudo está afiliado con el comprador), que a su vez, entra en un LMA o un acuerdo similar con el socio principal. La FCC solo reconoce la propiedad de las estaciones de televisión por la propiedad de su licencia y facilidad de identificación, y no por la propiedad de estos activos " no certificados" ; esto significa que el socio principal se convierte en el propietario de facto y el operador de la estación, pero por un lado sigue siendo el propietario legal. Aunque la FCC determina una firma lateral de ser una entidad independiente de la sociedad usándola para externalizar operaciones de la estación a efectos de licencia, la Comisión de Valores no hace tal designación, lo que requiere informes sobre los coches laterales para ser incluidos en los estados financieros de una emisora.
Tanto Sinclair Broadcast Group y Nexstar Broadcasting Group se hizo famosa por su uso frecuente de los laterales como parte de su expansión y consolidación de la táctica, la asociación con empresas como Cunningham Radiodifusión, Deerfield Media, Misión de Difusión, e incluso cada uno en el caso de un virtual duopolio en Harrisburg, Pensilvania entre propiedad de Sinclair filial de la CBS WHP-TV y propiedad de Nexstar afiliado CW WLYH-TV, y un ex virtual duopolio en Rochester, Nueva York entre propiedad de Nexstar filial de la CBS wróć-TV y propiedad de Sinclair afiliado Fox WUHF (en a raíz de Sinclair y de Deerfield compra de afiliada de ABC -TV ZAS , esta disposición particular terminó en enero de 2014).
Aunque no en la misma medida, tan grande como Sinclair y Nexstar, algunas emisoras tienen relaciones comerciales con empresas similares sidecar específicos como interlocutores de estos acuerdos:
- Raycom Media tiene una relación comercial similar con American Spirit Media en mercados como Toledo, Ohio (donde American Spirit Media compró Fox afiliado WUPW de LIN los medios de comunicación en 2012, con las operaciones de la estación que deberá ser asumida por la filial de CBS WTOL ),[25] Por otro lado, dos estaciones de Fox propiedad de Raycom, WFLX en West Palm Beach y KNIN-TV en Boise, son administrados por las estaciones de E. W. Scripps Company WPTV y KIVI-TV.[26][27]
- Gray Television está afiliado con el coche lateral Excalibur Radiodifusión - propiedad del exejecutivo gris Don Ray.[28]
- Granite Broadcasting operado por duopolios virtuales en Fort Wayne, Indiana y Duluth, Minnesota con el sidecar Malara Broadcast Group. Las estaciones ya han sido vendidas, respectivamente, a Quincy Diarios y SagamoreHill de Difusión, con Quincy operando estaciones de SagamoreHill en virtud de un SSA - aunque en Fort Wayne, Quincy adquirió el socio menor anterior, ABC afiliado Malara WPTA, con SagamoreHill teniendo NBC afiliado WISE -TV en su lugar.[29]
- News-Press y Gazette Company está afiliada con el coche lateral VistaWest medios de comunicación para las estaciones como KIDK (que anteriormente había asumido NPG bajo la propiedad de Fisher Communications) y KCOY-TV (bajo propiedad Cowles Publishing Company). Ambas empresas se basan en St. Joseph, Misuri .[30][31][32]

### Efectos sobre la programación
Las estaciones se asociaron a través de un acuerdo de reparto también puede consolidar sus operaciones de programación: noticiarios locales en el socio menor en la LMA, si operara un departamento de prensa por separado antes de la formación de la LMA, pueden ser reprogramadas o reducido para evitar la competencia directa con los noticieros a transmitirse en la estación que actúa como socio principal (este último aspecto es menos común con las MLA que involucran solo las estaciones afiliadas a una de las tres mayores cadenas de televisión de difusión). Las estaciones pueden compartir recursos de recopilación de noticias, pero mantener las transmisiones de noticias independientes que se diferencian por su presentación en el aire, anclas, y el formato general, con diversos grados de autonomía; en estos casos, un noticiario aparentemente separado en la estación de mediación en el duopolio en última instancia, puede consistir en contenido de noticias reenvasado de la otra estación. Alternativamente, las estaciones pueden consolidar su programación de noticias bajo una sola marca conjunta.
Miembros del personal redundantes a menudo son despedidos como parte del proceso de consolidación, y el intercambio de contenidos informativos reduce el número de voces editoriales únicas en el mercado. Este en particular es una de las advertencias de empujones para prohibir acuerdos de externalización de los críticos de consolidación de los medios de comunicación, que también sugieren que las MLA dan como resultado una disminución en la cantidad de cobertura de noticias locales en la estación de mediación.
Dependiendo de cómo se estructure el acuerdo de externalización, así como la forma se programa la estación de mediación, cómo las estaciones se consolidan y la cantidad de programación de noticias que apareció en la estación de mediación pueden variar, por ejemplo:
- En octubre de 2008, Tribune de Difusión y TV local LLC consolidan las operaciones de sus respectivas filiales CW y Fox en Denver y San Luis , como resultado de un acuerdo de gestión de todo el grupo entre ambas compañías.[36][37] En Denver, afiliado CW KWGN -TV se trasladó a las instalaciones de la filial de Fox KDVR en la zona de Speer; mientras en St. Louis, filial de Fox KTVI - a pesar de ser el socio principal en la LMA con la afiliada de CW KPLR - se trasladaron a los estudios de Maryland Heights de esta última estación. Ambas ciudades fueron (y siguen siendo) 25 principales mercados, por lo que Denver y San Luis el más grande, donde cualquiera de las estaciones en idioma inglés estaban involucrados en un LMA; Sin embargo, ambas ciudades tenían suficientes estaciones para permitir un duopolio legal (esto no era posible con KPLR y KTVI ya que ambos estaban entre las cuatro estaciones de mayor audiencia en St. Louis en el momento, poniendo por delante de calificaciones -desafió afiliada de ABC -TV KDNL), y eran lo suficientemente grande como para soportar al menos cuatro operaciones de noticias de televisión (Denver tenía cinco y St. Louis tenía cuatro estaciones de noticias que producen antes de la formación de la LMA).

KWGN y KPLR movieron la programación de horario estelar de The CW una hora más tarde (hasta las 8:00 p. m.) que el intervalo de tiempo de red recomendada, y cambiron sus noticieros de la noche hasta las 7:00 p. m. (ediciones de fin de semana de los noticieros de la noche se interrumpieron con el movimiento; KPLR ha ampliado su noticiario de 19:00 sábados y domingos) para evitar competir con KDVR y de KTVI 9:00 p. m. noticiarios; KWGN retuvo su noticiario de lunes a viernes por la mañana (que compite directamente con el noticiero matutino de KDVR), pero canceló su 17:30 - y más tarde, a las 11:00 a. m. - noticiarios. Por el contrario, KPLR (que había corrido un noticiario en horario estelar durante gran parte de su historia) horas de duración del mediodía y noticiarios final de la tarde el tiempo añadido. Las dos disposiciones de LMA se convirtieron en los duopolies legales en diciembre de 2013, una vez que Tribune finalizó su adquisición de la televisión local .
- (NBC y MyNetworkTV afiliados con sede en Honolulu dueño de, KHNL y KFVE) en 2009, los medios de Raycom anunciaron que se haría cargo de las operaciones de la filial local de CBS KGMB (entonces propiedad de MCG Capital Corporation), que le da el control de tres de las estaciones de televisión en Hawái. El acuerdo fue un arreglo complejo que involucró a negociar los activos no-licencia de KFVE (como su distintivo de llamada, la programación y la afiliación de la red) para aquellos de KGMB (colocando de manera efectiva la estación bajo la propiedad Raycom, pero el uso de la licencia, la señal de KFVE, y canal virtual 5), y hacerse cargo de KFVE (que se trasladó a la licencia del canal 9 propiedad de MCG capital) bajo un acuerdo de servicios compartidos. Debido a su naturaleza, el canje no era una transacción que requiera la intervención de la FCC, aparte del cambio de distintivos de llamada. Las tres estaciones fueron plegadas a continuación en una operación de prensa compartida con la marca de Hawái Noticias Ahora. Se estima que unos 68 puestos de un total de 198 de las tres estaciones serían eliminados como parte del acuerdo.[21][34] El 20 de noviembre de 2013, se presentó MCG capital para vender KFVE a la mencionada American Spirit Medios.[45]
- En 2010, se hizo cargo de las operaciones de propiedad de Comunicaciones Schurz filial de la NBC WAGT en Augusta, Georgia, propiedad de General Media afiliada de ABC -TV WJBF . Ambas estaciones se consolidaron en las nuevas instalaciones de alta definición construidas en el sitio de una antigua tienda de Barnes & Noble, con estudios independientes para cada estación, y un tercer estudio, compartido. A pesar de la consolidación, las dos estaciones destinadas a mantener una cierta autonomía entre sí: tanto WAGT y WJBF mantienen sus propias identidades, las salas de redacción, y los departamentos de ventas en el aire dentro de la instalación. Mientras que los noticiarios en ambas estaciones comparten algunos contenidos de vídeo "de hecho" , que se producen de otro modo independiente entre sí. Sin embargo, tras la consolidación, la mayor parte del personal directivo de WAGT fueron despedidos y otros empleados fueron reasignados a diferentes posiciones.[33][46][47]  El acuerdo se canceló después de la compra de la estación de televisión de Gray, pero restableció brevemente después de la acción legal por parte de medios general.[48] Después de la orden fue revocada, Gray volvió a asumir el control de WAGT el 28 de marzo de 2016, la adición de 17:30 y 19:00 noticiarios exclusivos a la estación, y el resto de transmisión simultánea de WRDW.[49][50]
- En 2010, Nexstar anunció una nueva operación de prensa conjunta para su cúmulo consolidada en Utica/Rome, Nueva York, que consiste en propiedad de Nexstar Fox y MyNetworkTV afiliados WFXV y WPNY-LP, y la propiedad de la Misión afiliada de ABC WUTR. A diferencia de los otros ejemplos, ni una estación tenía un noticiario preexistente en el momento; departamento de noticias original del WUTR fue cerrada en 2003 por el anterior propietario de Clear Channel como una medida de ahorro, y WFXV nunca había transmitido la programación local de noticias en absoluto. Su pizarra incluido la primera y la última tarde en noticiarios WUTR, una repetición del noticiero de la noche de WUTR en WPNY, y un noticiario 22:00 en WFXV con un formato más rápido, sin sesgar más joven. El vicepresidente de la estación de ejecutivo, Steve Merren (que había venido de filial de la NBC WKTV, que tenía la única operación de noticias de televisión en el mercado antes de la formación de la operación de noticias del testigo de Nexstar) cree que "[era] importante que la comunidad tenga otra fuente de noticias. Tenemos un periódico y una estación de noticias y la comunidad podría beneficiarse de otra voz ".[51][52][53]
- En Evansville, Indiana, Mission Broadcasting adquirió entonces la estación independiente WTVW (ahora una filial de CW) en 2011 con su antiguo propietario Nexstar Radiodifusión reteniendo tareas operativas en virtud de un SSA. WTVW consolidó nuevas operaciones con ABC afiliado WEHT, para lo cual Nexstar negoció WTVW la misión a cambio de la adquisición de WEHT Gilmore Broadcasting Corporation, y tenía su salida noticiario reducida a través de las reducciones de su noticiario de la mañana de lunes a viernes a partir de cuatro horas a dos y su 6:00 noticiario p. m. - excepto los domingos, donde se mantuvo como una hora - de una hora a 30 minutos (dejando solo un noticiario de dos horas por la mañana, al mediodía de media hora y 6:30 p. m. Los noticiarios y un noticiero de una hora a las 9:00 p. m.). Ambas estaciones se pliegan entonces en una operación de prensa compartida con la marca de noticias del testigo.[54][55]
- En noviembre de 2011, en el Tucson, Arizona, mercado, Belo renunció a las operaciones de su Fox y MyNetworkTV duopolio KMSB y KTTU a los medios de Raycom. Operaciones de las dos estaciones, junto con la producción de 9:00 p. m. noticiario de KMSB, fueron asumidas por la estación CBS Raycom KOLD -TV. presidente de operaciones de medios Belo Peter L. Díaz promociona que la consolidación se traduciría en "mejor producido, el aumento de la programación de noticias para el mercado de Tucson", citando además de un noticiario de la mañana producida localmente para KMSB de Raycom, y la actualización de los programas de noticias de KMSB a la alta definición como parte de la transición. Aunque descartando la necesidad de hacerlo en otros mercados, Díaz señaló que los acuerdos "[permiten] aumentar nuestro producto de noticia que no podíamos darnos el lujo de hacer otra cosa." La consolidación se tradujo en despidos para casi todos los empleados de las dos estaciones, además de personal de ventas de publicidad, que continuaran siendo empleados de Belo pero trabajaran desde las instalaciones de KOLD.[56] La adquisición de Belo de Gannett en 2013 tuvo unos efectos sobre el triopoly virtual; a pesar de licencias de las estaciones fueron vendidas a terceros para satisfacer las restricciones de periódicos propiedad cruzada, Raycom todavía opera las estaciones, pero sus departamentos de ventas se mantuvo operado por Gannett.[57]  Las licencias fueron, a su vez , vendidas a Tegna - la escisión de la división de radiodifusión de Gannett, en diciembre de 2015.[14]
- La venta de 2012 de Newport Televisión condujo a la formación de dos quadropolies virtuales de alta potencia. En Little Rock, Arkansas, Nexstar y Misión de Difusión formaron una quadropolio virtual compuesto de dos duopolios; estación de NBC KARK -TV y la estación de MyNetworkTV Karz -TV (propiedad de Nexstar), junto con la estación Fox KLRT -TV y la estación de CW KASN (propiedad de Mission, operado por Nexstar bajo un acuerdo de comercialización local). Las cuatro estaciones se consolidaron en las instalaciones de Kark; 30 empleados fueron despedidos como parte de la consolidación.[58] Como resultado, KLRT redujo su día entre semana 17:00 noticiero de una hora a 30 minutos (lo que limita a la media hora 5:30) y dejó caer su noticiero 22:00, mientras que la adición de una semana por la mañana noticiario de dos horas y conservando su noticiario existente de una hora a las 9:00 p. m..[58]

Sinclair formó una disposición similar en Mobile, Alabama existente entre su duopolio de Pensacola ABC afiliado WEAR - TV y afiliado MyNetworkTV WFGX , y el duopolio móvil recién adquirido de la filial de la NBC y WPMI estación independiente WJTC (propiedad de los medios de comunicación Deerfield). Sin embargo, las estaciones no se consolidaron, y mantvieron sus propias instalaciones del estudio, departamentos de noticias y el personal. El desgaste y WPMI también producen competencia de los noticiarios de 9:00 p. m. por sus respectivas parejas de duopolio.

## Acción y reacción del gobierno
En febrero de 2001, Clear Channel Communications subsidiaria Citicasters fue multado con $25,000 por el uso de acuerdos de corretaje de tiempo y litigios para controlar ilegalmente la estación de radio área de Youngstown, Ohio WBTJ (101.9 FM, ahora WYLR); la compañía también había sido objeto de quejas por usar KFJO (FM) para retransmitir KSJO después de que se había vendido nominalmente KFJO a los intereses de propiedad de minorías.
En 2009, el Consejo de Medios de Hawái se quejó a la FCC sobre la operación de Hawái Noticias Ahora de Raycom, indicando que sería "reducir directamente la diversidad de voces locales en una comunidad mediante la sustitución de los noticieros independientes en la estación negociado con los de la estación de intermediación". En respuesta, la FCC indicó que iba a comenzar a investigar en la materia.
En 2011, después de perder temporalmente su afiliación Fox para WFFT-TV a un canal secundario de WISE-TV debido a una disputa de compensación inversa, Nexstar Broadcasting Group (irónicamente, dado su uso de prácticas similares en otros mercados) presentó una demanda antimonopolio contra la sociedad gestora de la estación, la difusión del granito, argumentando que se había construido un monopolio de venta de publicidad local por tener un control efectivo de los puntos de venta durante cinco redes principales (ABC y MyNetworkTV en WPTA, y NBC, Fox y The CW en WISE-TV; propiedad de Malara Broadcast Group y operado bajo acuerdos de granito). La demanda se resolvió en febrero de 2013 a través de un acuerdo mutuo, después de lo cual la afiliación Fox fue devuelta a WFFT.

### Gannett adquisición de Belo

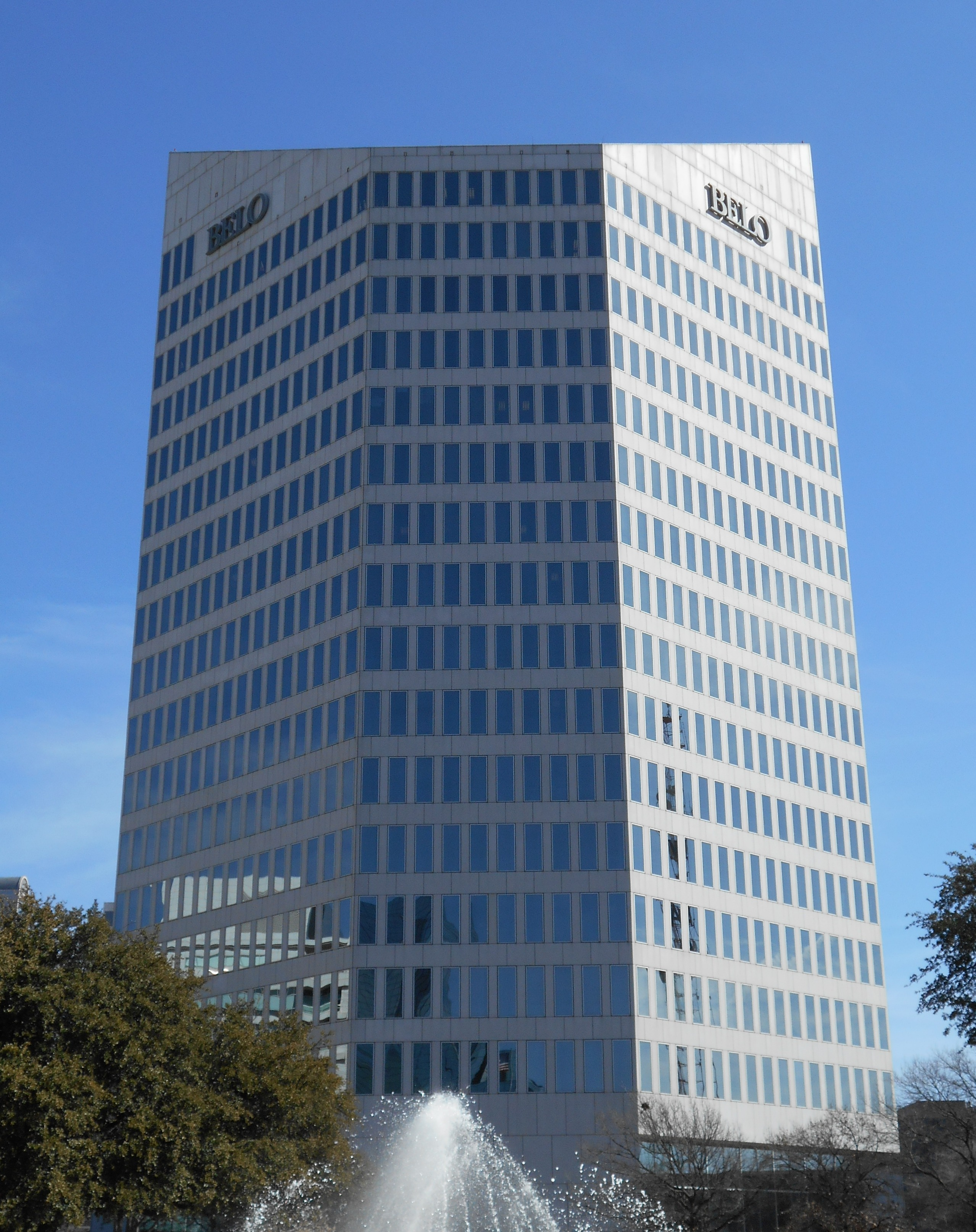
Belo Tower en Dallas, Texas.

La adquisición de Belo de Gannett Company en 2013 fue rechazada por organizaciones tales como la Asociación de cable americano y libre Press, debido a los planes de Gannett para usar mascarillas laríngeas y dos empresas fantasma propiedad de exejecutivos de Belo y Fisher Communications (respectivamente, Sander Medios y Tucker operativo Co.) para esquivar los periódicos FCC restricciones de titularidad cruzada en Louisville, Phoenix, Portland, Oregón y Tucson. Aunque Gannett sostuvo que los acuerdos eran legales, Free Press el presidente Craig Aaron declaró que "la FCC no debe dejar que Gannett romper las reglas. Medios de consolidación de resultados en un menor número de periodistas en la sala de redacción y menor número de conclusiones sobre las ondas. La concentración de los medios de comunicación en manos de tan sólo unas pocas empresas sólo beneficia a las propias empresas". El acuerdo habría dado un Gannett triopolio virtual en Phoenix, que consiste en su estación de NBC KPNX, estación independiente KTVK y afiliada de CW KASW. En Tucson, afiliados Fox KMSB y MyNetworkTV KTTU afiliados ya fueron operados por los medios de Raycom filial de la CBS-TV KOLD en virtud de un acuerdo de servicios compartidos establecidos bajo la propiedad de Belo, pero Gannett todavía se ocuparía de ventas publicitarias de las estaciones.
En diciembre de 2013, el Departamento de Justicia de EE.UU. bloqueó a Gannett del uso de un acuerdo con Sander medios para operar filial de la CBS KMOV en St. Louis junto con su propia estación de NBC KSDK, y ordenó Gannett vender KMOV. A pesar de que Gannett planeaba operar por separado de KMOV KSDK, el Departamento dictaminó que el acuerdo es una violación del derecho de la competencia, ya que reduciría la competencia por las ventas de publicidad. Tras el cierre de la compra Belo, Meredith Corporation anunció un acuerdo para adquirir KMOV, junto con KTVK y KASW. Como Meredith tendría un duopolio entre KTVK y su Phoenix CBS afiliado KPHO-TV, KASW iba a ser vendida a SagamoreHill de Difusión y operado por Meredith bajo un LMA. Como resultado del escrutinio de la FCC sobre cualquier nueva estación de acuerdos de intercambio, el 23 de octubre de 2014, Meredith podría dar marcha atrás en este plan y en lugar de vender KASW a la Broadcasting Group Nexstar, que operaría de forma independiente la estación de KTVK y KPHO.
Tras la separación de Gannett en las empresas de radiodifusión y editoriales independientes, Tegna Inc., y el dueño de estaciones de Gannett, luego de la separación, volvió a comprar las licencias a las estaciones de los medios de comunicación Sander, colocándolos de nuevo bajo su control total.

### Sinclair adquisición de Allbritton
Como parte de su proyecto de adquisición de Allbritton Communications, Sinclair había previsto inicialmente vender sus estaciones existentes en tres mercados - Charleston, Carolina del Sur, Birmingham, Alabama y Harrisburg, Pensilvania - donde Allbritton ya poseía estaciones, pero continuará operando bajo acuerdos de comercialización local. WABM y WTTO en Birmingham y la PST-TV en Harrisburg iban a ser vendidas a los medios de comunicación Deerfield, y WMMP en Charleston iba a ser vendida a Howard Stirk Holdings -una empresa de radiodifusión propiedad de experto conservador Armstrong Williams. Howard Stirk Holdings también se utiliza como un sidecar para dos estaciones en conflicto en principios de adquisición de Barrington Difusión de Sinclair.
En diciembre de 2013, Jefe División de FCC video Barbara Kreisman envió una carta exigiendo información del grupo de la difusión de Sinclair en los aspectos financieros de sus operaciones "sidecar", y advirtió que en los tres mercados mencionados, " las transacciones propuestas darían lugar a la eliminación de las la condición de derechos adquiridos de ciertos acuerdos de comercialización local y por lo tanto hacen que las transacciones para violar nuestras normas de propiedad de TV locales". Se afirmó que el acuerdo solo podría ser legal si las estaciones afectadas fueran operadas en virtud de acuerdos de servicios compartidos. Sinclair reestructuró el acuerdo en marzo de 2014, la elección de vender la PST-TV, WMMP y WABM, y poner fin a un SSA con la filial de Fox, propiedad de Cunningham WTAT en Charleston para adquirir las estaciones propiedad -Allbritton en esos mercados (WCIV, WHTM-TV y WBMA-LD, al mismo tiempo crear un nuevo duopolio entre la ABC y afiliadas CW en Birmingham), así como renunciar a los acuerdos operacionales o financieros con los compradores de las estaciones que se venden a otras partes.
En mayo de 2014, Sinclair da a conocer en una FCC llenando de que era incapaz de encontrar compradores para las tres estaciones afectadas, lo que requiere cambios en su operación. En Harrisburg, Sinclair eligió retener la PST-TV, y desprender de los medios de comunicación WHTM general. Sin embargo, en Charleston y Birmingham, la empresa propuso cerrar las estaciones del todo (en lugar de venderlos a otros compradores que también iban a realizar sus funciones operativas) por lo que podría mantener los duopolies legales; la entrega de las licencias para WCIV y los repetidores de plena potencia de WBMA-LD (WJSU y WCFT), y moviendo su programación de ABC a las estaciones existentes de Sinclair WMMP y WABM respectivamente -que cambiar su programación existente para MyNetworkTV subcanales digitales. Después de casi un año de retraso, el acuerdo de Sinclair para adquirir Allbritton fue aprobado por la FCC el 24 de julio de 2014.

### Límites de la FCC sobre acuerdos de venta conjunta de los canales de televisión
En respuesta a las críticas de los duopolios virtuales y acuerdos de reparto, la FCC comenzó a considerar los posibles cambios para hacer frente a estas lagunas. En marzo de 2013, la Comisión presentó primero una propuesta que haría que los acuerdos de venta conjunta contaran lo mismo que la propiedad.
En enero del 2014 en la reunión comunitaria, presidente de la FCC Tom Wheeler reveló que tenía previsto colocar un mayor control sobre el uso de acuerdos de tipo LMA y empresas fantasmas, afirmando que "había un par de referencias en un par de decisiones recientes en los que nos "hemos dicho que vamos a hacer las cosas de manera diferente en el futuro en lo que se llamaban estas empresas fantasmas". Más tarde ese mes, se informó que la FCC había colocado todas las adquisiciones pendientes relativas a la utilización de empresas ficticias en espera, por lo que la Comisión podría discutir los cambios a sus políticas. Entre las ofertas afectadas por esta decisión incluye la mencionada compra Sinclair/Allbritton .
El 6 de marzo de 2014, la FCC anunció que iba a realizar una votación el 31 de marzo en una propuesta para prohibir acuerdos de ventas conjuntas de las estaciones de televisión de plano, lo que los atribuibles a los límites de propiedad de la FCC si el socio mayor vende el 15% o más del tiempo de publicidad de una estación de socio menor competir en la ACC; la prohibición se aplica tanto a los acuerdos de participación existentes en el marco de una estructura de este tipo, así como las transacciones pendientes de estaciones que incluyen una evaluación conjunta. Propietarios de estaciones se les daría un período de gracia de dos años para relajarse o modificar los acuerdos de venta conjunta en violación de la política; negociaciones retransmisión de consentimiento coordinadas entre dos de las cuatro estaciones de mayor audiencia en un mercado único también se prohibiría en virtud de la propuesta. Wheeler también propuso un proceso expedito para revisar los acuerdos de venta conjunta sobre una base caso por caso, la concesión de una exención de las reglas si un organismo de radiodifusión puede probar una disposición acuerdo de venta conjunta particular, sirve al interés público.
El 12 de marzo de 2014, la Oficina de Medios de Comunicación de la FCC publicó un aviso de que iba a analizar con más detalle las transacciones de estaciones de televisión que incluyen acuerdos de reparto, en particular aquellos que incluyen una opción de compra que "puede contrarrestar cualquier incentivo que el licenciatario tiene que aumentar el valor de la estación, ya que el titular de la licencia puede ser poco probable de darse cuenta de un mayor valor". Según las nuevas disposiciones, las emisoras deben demostrar en sus aplicaciones de transacciones en cuanto a cómo este tipo de acuerdos servirían al interés público. La National Association of Broadcasters (NAB) - que, junto con grupos de estaciones como Sinclair Broadcast Group, han desaprobado la propuesta de prohibir los JSA -presentó una propuesta de compromiso, en el que el licenciatario negociado en un acuerdo de reparto retendría el control de al menos 85 por ciento de la programación de la estación, mantener al menos el 70 por ciento de los ingresos por ventas de anuncios y " mantener al menos el 20 por ciento del valor de la estación en la propia licencia ". Comisionado de la FCC Ajit Pai, y Gordon Smith, presidente de la NAB, también se oponían a las nuevas normas sobre acuerdos de venta conjunta, creyendo que iban a desanimar a la propiedad de las estaciones de televisión por empresas propiedad de minorías. Tom Wheeler, sin embargo, propuso las restricciones con la esperanza de animar a más mujeres y minorías a poseer estaciones , debido a la consolidación en curso en la industria de la televisión a través de las fusiones de empresas y acuerdos de uso compartido.
El 31 de marzo de 2014, la FCC votó 3-2 para aprobar la propuesta de prohibición de acuerdos de venta conjunta y votó 5-0 para aprobar la propuesta de prohibir la retransmisión de consentimiento negociaciones coordinadas entre dos de las cuatro estaciones de mayor audiencia dentro de un mercado determinado; la prohibición ACC entró en vigor el 19 de junio de 2014. En virtud de las restricciones, la FCC se pronunciaría sobre las renuncias de mantener las evaluaciones conjuntas existentes seleccionadas dentro de los 90 días de la presentación de la solicitud. La FCC también comenzó una solicitud de comentarios sobre las políticas para hacer frente a otros acuerdos, como los acuerdos de servicios compartidos. La prohibición de la televisión JSA había sido propuesta ya en 2004, un año después de la FCC votó para tratar las evaluaciones conjuntas entre las estaciones de radio como los duopolios. A pesar de este hecho, las empresas de radiodifusión criticaron la prohibición, acusando a la Comisión de utilizarlo como una medida para fomentar la participación en una subasta de incentivo espectro continuación, y que esto ocurra en el 2015, y declarando que la prohibición de los colocaría en desventaja durante las negociaciones de la retransmisión de consentimiento con pagar a los proveedores de televisión.
El 19 de diciembre de 2015, como piloto al presupuesto federal, el período de gracia para desenrollar o modificar los JSA existentes se amplió a 10 años. El 25 de mayo de 2016, la Corte de Apelaciones del Tercer Circuito de Estados Unidos anuló las restricciones en los acuerdos de venta conjunta, al dictaminar que la FCC no puede manipular sus normas de propiedad y sin " [en] los cuatro años anteriores, [cumpliendo] su obligación de revisar la regla y determinar si es en el interés público ".

### Cierre y los beneficios derivados de las estaciones
El mayor escrutinio siendo impuesto por la FCC con respecto a la comercialización local, servicios compartidos y acuerdos de venta conjunta han dado lugar a medidas más drásticas por parte de empresas que tratan de utilizarlos en las adquisiciones de radiodifusión; en 2014, dos empresas de radiodifusión han declarado su intención de cerrar las estaciones adquiridas abajo del todo y consolidar su programación a las estaciones existentes a través de la multidifusión, en lugar de intentar utilizar los coches laterales y el intercambio de acuerdos o venderlos a otras partes dispuestas a asumir la plena responsabilidad de su a día las operaciones del día.
En mayo de 2014, Sinclair informó a la FCC que no pudo encontrar compradores para WABM o WMMP - MyNetworkTV estaciones de la compañía en Birmingham, Alabama y Charleston, Carolina del Sur que tenía previsto vender en su compra de ALLBRITTON Communications. En Birmingham, la empresa propuso la entrega de las licencias de WCFT-TV y WJSU-TV -los dos satélites de plena potencia de la afiliada de ABC WBMA -LD, la conversión de WABM en un satélite plena potencia de WBMA-LD - y moviendo su programación de MyNetworkTV existente a un subcanal digital de WABM (aunque la transmisión simultánea WBMA-LD fue colocado en el subcanal de WABM lugar durante la programación de MyNetworkTV se retuvo en su canal principal). Del mismo modo, en Charleston, Sinclair planeaba entregar su licencia de WCIV y mover su afiliación ABC y la programación de WMMP. En ambos casos, Sinclair cree que sus propias estaciones tenían instalaciones técnicas superiores que las de las estaciones que tiene intención de rendirse. Sinclair fue capaz de retener WBMA -LD en todo caso, la FCC no impone límites a la propiedad de estaciones de baja potencia.
El 13 de junio de 2014, Gray Television anunció que consolidarían la programación existente en subcanales de estaciones de propiedad de Gray en sus respectivos mercados. A diferencia de Sinclair, sin embargo, Gray dijo que vendería las licencias de las estaciones cerradas a las emisoras propiedad de minorías en colaboración con el Consejo de Medios y Telecomunicaciones minoritario -bajo la condición de que operarían de forma independiente de otras estaciones en el mercado, y sin el uso de los acuerdos de uso compartido. Los seis de las estaciones eran propiedad de empresas distintas de gris, pero sus activos sin licencia son propiedad de Gray, o fueron operados por las estaciones ahora propiedad de Gray en virtud de acuerdos. Gray operaría las estaciones afectadas en virtud de las MLA hasta que las ventas y la consolidación se hayan completado. Aparte de una, la mayoría de las estaciones implicadas en estos cambios estaban relacionados con la adquisición de estaciones de María H. Medios de Gray. Tres de estas estaciones fueron cerradas inmediatamente el mismo día, mientras que el resto se mantuvo operado por Gray hasta que se cumplieron las ventas. Gray anunció compradores para las estaciones el 27 de agosto de 2014.
Las seis estaciones afectadas por el movimiento de Gray incluyen:
- KHAS -TV ( Hastings/Lincoln, Nebraska), que era propiedad de Hoak. El 13 de junio de 2014, KHAS -TV fue cerrada y su programación de NBC fue movida al canal principal de KSNB -TV (canal 4). Gray había comprado KSNB bajo una exención de la estación de no poder formar un duopolio con la estación CBS Köln/KGIN, y operado la estación como un afiliado de MyNetworkTV / MeTV con la programación local centrada en el centro de Nebraska; esta programación existente se trasladó a KSNB-DT2 en la transición.[100][101] El 27 de agosto de 2014, la estación fue vendida a la herencia de Radiodifusión.[99]
- KNDX/KXND (Bismarck/Minot, Dakota del Norte), propiedad de Prime Cities Broadcasting, que pidió a la FCC desestimar la venta de las estaciones de radiodifusión a Excalibur (propiedad del exejecutivo Don Gray Ray),[28] lo que habría hecho hermanas a la cadena NBC Dakota del Norte que fue adquirido de Hoak por Gray.[102] Gray adquirió activos sin licencias de las estaciones el 1 de mayo de 2014;[103] ambas estaciones fueron llevadas fuera del aire el 13 de junio de 2014, con la programación de Fox se trasladó a subcanales de las estaciones de NBC en Dakota del Norte (KMOT, KQCD-TV y KFYR-TV).[98] El 27 de agosto de 2014, las estaciones fueron vendidas a Legacy Broadcasting.[99]
- KXJB-TV y KAQY (Fargo, Dakota del Norte y Columbia/Monroe, Luisiana -El Dorado, Arkansas), ambos propiedad de Parker Difusión y operado por Hoak (ahora Gray) estaciones. Ambos fueron originalmente vendidos en Excalibur Radiodifusión.[103] El 27 de agosto de 2014, KXJB-TV fue vendido al mayor mercado de la radiodifusión, y KAQY en Legacy Radiodifusión.[99]
- KJCT (Grand Junction, Colorado), adquirida por Excalibur en agosto de 2013, desde el News-Press y la gaceta de la empresa, y tomada por KKCO propiedad de Gray tras la adquisición.[28] El 27 de agosto de 2014, la estación fue vendida a Chang Media Group, y fue posteriormente relanzada como estación de televisión Cozi KGBY.[99][104]

Tras la aprobación de la compra de Allbritton de Sinclair, comisionado Ajit Pai criticó las nuevas políticas de la FCC y su respaldo a la propuesta de Sinclair a cerrar estaciones para cumplir con ellos. Al describir las tres estaciones ALLBRITTON como "víctimas" de la "represión" contra los acuerdos de venta conjunta, afirmó con respecto WCIV que "al parecer, la Comisión cree que es mejor para esa estación ir a la quiebra que para Howard Stirk Holdings con opción a compra del estación y participar en un acuerdo de venta conjunta con Sinclair. Estoy muy en desacuerdo y así también voy a apostar, volvería a los consumidores en Charleston." En septiembre de 2014, Sinclair dio marcha atrás en sus planes originales, y alcanzó ofertas para vender WCIV, WCFT y los activos de la licencia de WJSU a Howard Stirk Holdings por $ 50,000 cada uno y arrendar espacio de estudio, dependiendo de la aprobación de la FCC. A diferencia de otras estaciones de Howard Stirk Holdings, se operan y programan de forma independiente, y Sinclair no entró en ningún acuerdo para operar las estaciones en nombre de HSH.
En la adquisición de estaciones restantes de la difusión del granito Quincy Newspapers, la adquisición fue brevemente reestructurada para tener Malara Broadcast Group -que sirvió como un socio virtual de duopolio para las estaciones de WISE-TV (NBC) Fort Wayne y KDLH-TV Duluth (CBS), retener las estaciones y sus acuerdos actuales con WPTA y KBJR -TV en lugar de haberlos vendidos a SagamoreHill Radiodifusión. La adquisición se ha reestructurado en julio de 2015 para, de nuevo, tener que SagamoreHill Radiodifusión adquiririera las dos estaciones, pero tuvieran sus actuales acuerdos de servicios especiales de la herida hacia abajo dentro de los nueve meses. Tras el final de la SSA, las dos estaciones conservarían la CW como estaciones de gestión independiente, con sus afiliaciones restantes se trasladaron a subcanales de KBJR y WPTA.

### Disputa WAGT

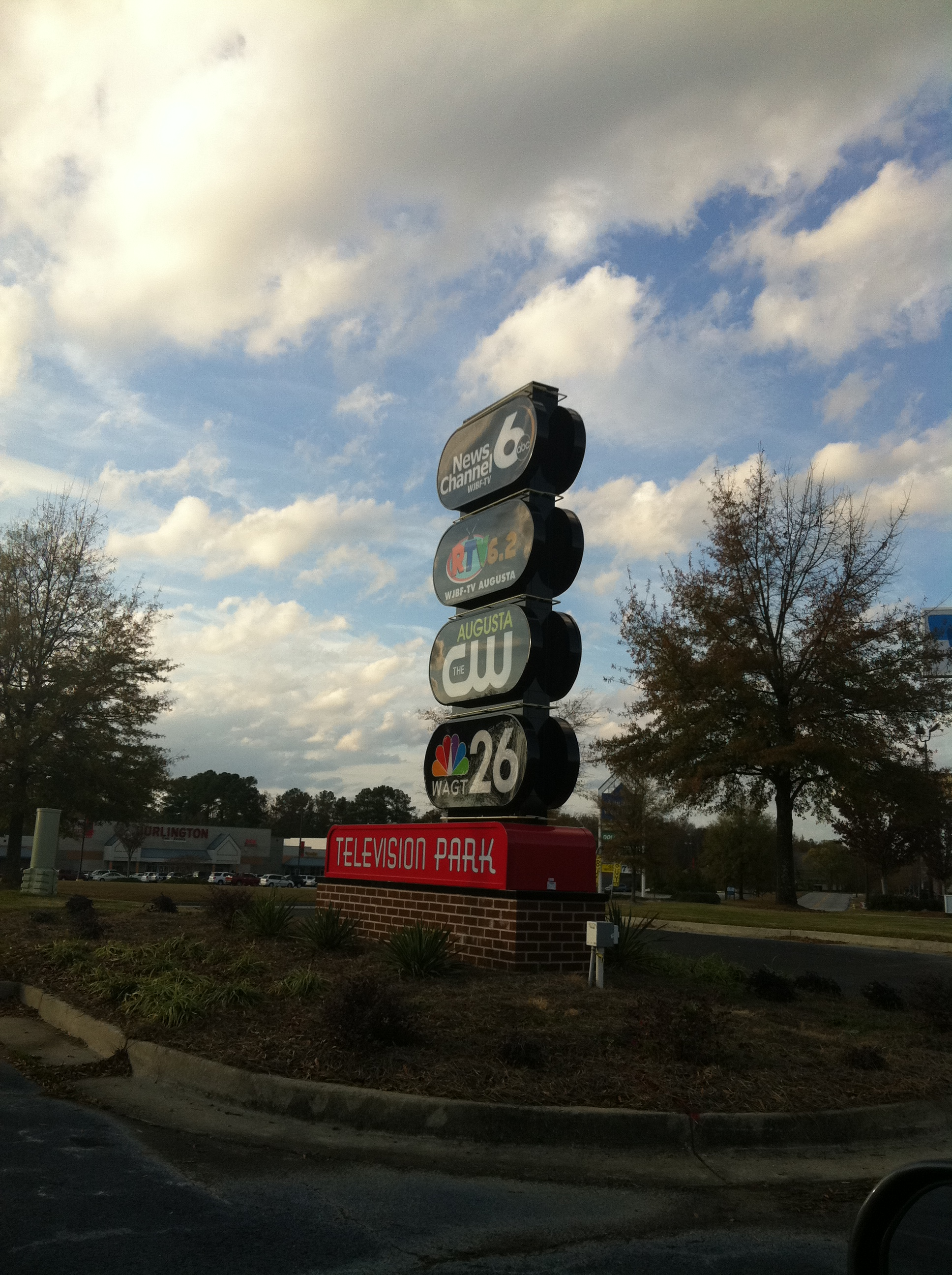
Fuera Televisión Park, instalaciones que fueron compartidas por WJBF y WAGT.

En febrero de 2016, Gray Television adquirió estaciones Schurz Communications, incluyendo Augusta, WAGT de Georgia. Como Gray no podía poseer tanto WAGT y su actual filial de la CBS WRDW-TV como un duopolio legal, Gray propuso la venta de espectro de transmisión de WAGT durante la subasta de incentivos, y para WAGT para ir en silencio tras la finalización de la transacción por lo que la empresa no podría ejecutar más de una de las cuatro primeras estaciones en el mercado.  Gray también pidió a la autoridad temporal especial para la señal de WAGT que se sustituirá en instalaciones técnicas de su existentes y UHF canal 30 de la estación de baja potencia copropiedad, WRDW-CD (como se mencionó anteriormente, las estaciones de baja potencia no están sujetas a las normas relativas a duopolios).
La FCC, sin embargo, requiere que Gray continué operando WAGT como una estación independiente hasta el final de la subasta, y no entra en los acuerdos de venta conjunta. Tras el cierre de la venta, Gray desenrolla los servicios compartidos y acuerdos de ventas conjuntas que Schurz había establecido con WJBF-TV y los medios de comunicación general, y reemplazado sus programas de noticias anteriores con transmisiones simultáneas de WRDW. Gray también acusó WJBF de " [denegar] llegar a un acuerdo para una transición sin problemas de personal [de WAGT]", ya que los empleados de WAGT caen bajo el empleo de los medios de comunicación general debido a la SSA.
El 26 de febrero de 2016, los medios de comunicación General obtuvieron una orden judicial preliminar contra Gray por violar la SSA y JSA, que requiere que Gray regresara el control de WAGT a Media General, y prohíbe la venta de WAGT en la subasta de espectro de incentivos. La compañía acusó de la utilización de la subasta del espectro y la venta de la estación para salir de los acuerdos de forma ilegítima, como lo fueron para durar hasta el 2020, y se aplican a cualquier futuro propietario de WAGT. Gray intentó bloquear la medida con el argumento de que eran necesarios sus acciones con el fin de cumplir con la prohibición de los acuerdos de venta conjunta de la FCC, pero se le negó. Media General tomó de nuevo el control de WAGT el 7 de marzo de 2016.
El 10 de marzo de 2016, Consejero de FCC general adjunto David Gossett anunció que la Comisión investigaría las acciones de los medios de Media General como, posiblemente, estar en violación de la Sección 310 (d) de la Ley de Comunicaciones. Gossett argumentado que al bloquear legalmente la participación de Gray en la subasta de espectro, Media General tuvo "[buscada] una medida cautelar que interfiere con el control final de un titular de licencia de una estación". También afirmó que la FCC puede considerar una audiencia de revocación de licencia contra los medios de comunicación general bajo la Sección 312 de la Ley de Comunicaciones. El 23 de marzo de 2016, el Tribunal Supremo de Georgia revocó la medida cautelar sin abordar el litigio, y Gray tomó de nuevo el control de WAGT .

## Internacionalmente
En una disputa de Canadá de 2005, Rogers Media y Newcap Broadcasting mantienen un acuerdo de venta conjunta relativa a CHNO-FM en Sudbury, Ontario, pero los intereses de la comunidad y los grupos Amigos de radiodifusión canadiense presentado evidencia sustancial para el Consejo Canadiense de Radiodifusión y Telecomunicaciones que en la práctica, el acuerdo era una ML de hecho, va mucho más allá de la venta de publicidad en la producción de programas y la obtención de noticias. Las MLA en Canadá no se puede implementar sin la aprobación de la CRTC, ya principios de 2005, el CRTC ordenó al acuerdo de cese.
En 2008, Filipino Associated Broadcasting Company alquiló su tiempo de emisión a la emisora de Malasia Media Prima (a través de la filial local de la MPB Primedia, Inc) similar a un LMA -con MPB Primedia ofrecer una programación de entretenimiento, y ABC manejó la programación de noticias y las operaciones. Poco después, ABC y Media Prima fueron demandados por la compañía de medios rival GMA Network, Inc. por tratar de utilizar la asociación de eludir las leyes que exigen la propiedad nacional de los organismos de radiodifusión. En respuesta, la cabeza de relaciones con los medios de ABC Pat Marcelo - Magbanua reiteró que la filial era una compañía filipina que era autoregistrado y filipina de gestión. Las preocupaciones se perdieron en la actualidad en 2010, cuando Media Prima anunció que la venta de su participación en la red a la filial de radiodifusión la Telefonía de Larga Distancia de la Compañía de Filipinas MediaQuest Holdings.